# 水东湾
水东湾位于广东省茂名市电白区境内，面积约26平方公里，是一个由大型沙坝围抱的半封闭潟湖型海湾，西北部为电白水东城区，南部为南海半岛，东南部水东湾大桥穿湾而过，沿岸有目前中国最大的连片人工红树林种植基地，鹭鸟成群，是有名的观鸟胜地，2018年入选广东省首批十佳观鸟胜地名单。

## 地理
水东湾属沙坝-潟湖地貌，地貌体系包括涨潮三角洲、潮汐通道和落潮三角洲等地貌单元。西沙坝从湾口以西至晏境岭，总长约9公里，宽2-3公里，东沙坝从湾口以东至博贺，总长约13公里，宽2.4至4.4公里。海湾通过长7公里、宽500至800米的潮汐通道与外海相通。湾内有大洲岛（水东岛）、二洲岛和三洲岛。